# Krucifix v Motole
Krucifix v Motole v Praze je umístěn na vrchu Kalvárie nad Plzeňskou ulicí. Je chráněn jako nemovitá kulturní památka České republiky.

## Popis

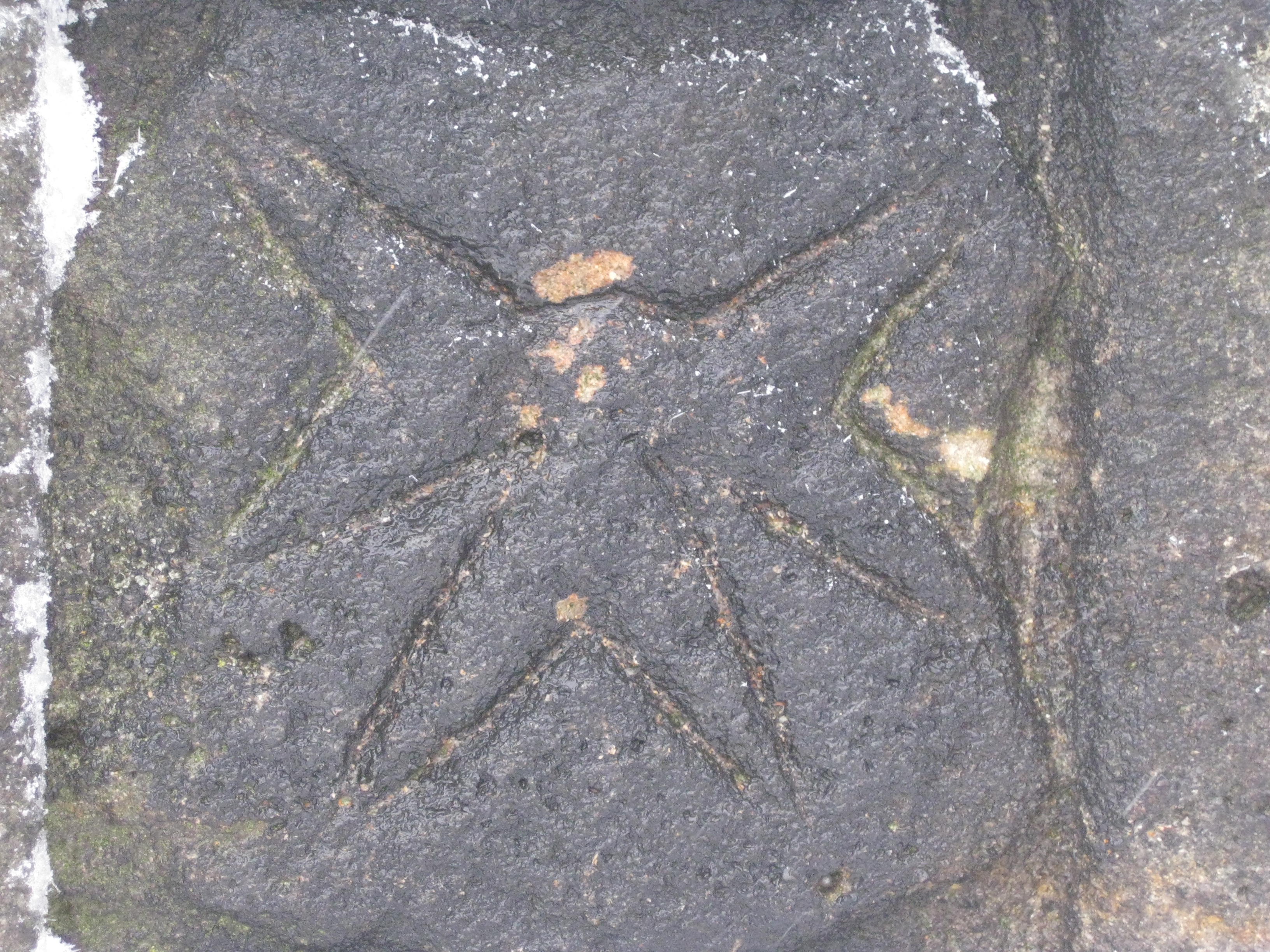
Maltézský kříž v letopočtu

Krucifix stojí nad bývalým Maltézským mlýnem. Pískovcový kříž na kamenném profilovaném soklu je vysoký přibližně 4 metry. Po třech stranách je podepřen železnými vzpěrami. Do soklu je vyryt maltézský kříž a letopočet 1721.